# Комокс
Комокс (англ. Comox) — містечко в Канаді, у провінції Британська Колумбія, у складі регіонального округу Комокс-Веллі.

## Населення
За даними перепису 2016 року, містечко нараховувало 14028 осіб, показавши зростання на 2,9%, порівняно з 2011-м роком. Середня густина населення становила 838,2 осіб/км².
З офіційних мов обидвома одночасно володіли 1 770 жителів, тільки англійською — 12 080, тільки французькою — 30, а 25 — жодною з них. Усього 865 осіб вважали рідною мовою не одну з офіційних, з них. 35 — українську.
Працездатне населення становило 53,7% усього населення, рівень безробіття — 7,2% (7,9% серед чоловіків та 6,6% серед жінок). 85,2% осіб були найманими працівниками, а 13,7% — самозайнятими.
Середній дохід на особу становив $44 790 (медіана $37 145), при цьому для чоловіків — $55 186, а для жінок $35 675 (медіани — $48 760 та $29 169 відповідно).
27,9% мешканців мали закінчену шкільну освіту, не мали закінченої шкільної освіти — 13,9%, 58,3% мали післяшкільну освіту, з яких 38,9% мали диплом бакалавра, або вищий, 60 осіб мали вчений ступінь.
| Статево-вікова структура населення | Статево-вікова структура населення | Статево-вікова структура населення | Статево-вікова структура населення | Статево-вікова структура населення |
| ---------------------------------- | ---------------------------------- | ---------------------------------- | ---------------------------------- | ---------------------------------- |
|                                    |                                    |                                    |                                    |                                    |
| Всього                             | Всього                             | 46,8%53,2%                         |                                    |                                    |
| 0 — 14 років                       | 0 — 14 років                       |                                    | 14%                                | 14%                                |
| 15 — 64 років                      | 15 — 64 років                      |                                    | 56,9%                              | 56,9%                              |
| 65 і більше                        | 65 і більше                        |                                    | 29,1%                              | 29,1%                              |
| 85 і більше                        | 85 і більше                        |                                    | 4,6%                               | 4,6%                               |
| 100 і більше                       | 100 і більше                       |                                    | 0,1%                               | 0,1%                               |
| Середній вік (років)               | Середній вік (років)               | 46,349,4                           | 47,9                               | 47,9                               |
| Медіана (років)                    | Медіана (років)                    | 50,053,1                           | 51,8                               | 51,8                               |
| — чоловіки — жінки                 |                                    |                                    |                                    |                                    |

| Походження мешканців:     | Походження мешканців:     | Походження мешканців: | Походження мешканців: | Походження мешканців: |
| ------------------------- | ------------------------- | --------------------- | --------------------- | --------------------- |
| Походження                |                           |                       | осіб                  | %                     |
| Корінні американці        | Корінні американці        |                       | 1 035                 | 7.55%                 |
| Інше північноамериканське | Інше північноамериканське |                       | 3 870                 | 28.24%                |
| Європейське               | Європейське               |                       | 11 630                | 84.86%                |
| британське                | британське                |                       | 9 115                 | 66.51%                |
| французьке                | французьке                |                       | 1 870                 | 13.64%                |
| українське                | українське                |                       | 780                   | 5.69%                 |
| Латинськоамериканське     | Латинськоамериканське     |                       | 100                   | 0.73%                 |
| Карибське                 | Карибське                 |                       | 35                    | 0.26%                 |
| Африканське               | Африканське               |                       | 65                    | 0.47%                 |
| Азійське                  | Азійське                  |                       | 480                   | 3.5%                  |
| Океанійське               | Океанійське               |                       | 80                    | 0.58%                 |

| Зайнятість населення за галузями (за класифікацією NOC): | Зайнятість населення за галузями (за класифікацією NOC): | Зайнятість населення за галузями (за класифікацією NOC): | Зайнятість населення за галузями (за класифікацією NOC): | Зайнятість населення за галузями (за класифікацією NOC): |
| -------------------------------------------------------- | -------------------------------------------------------- | -------------------------------------------------------- | -------------------------------------------------------- | -------------------------------------------------------- |
|                                                          |                                                          |                                                          |                                                          |                                                          |
| Управління                                               | Управління                                               |                                                          | 9,6%                                                     | 9,6%                                                     |
| Бізнес, фінанси та адміністрування                       | Бізнес, фінанси та адміністрування                       |                                                          | 12,3%                                                    | 12,3%                                                    |
| Природничі та прикладні науки                            | Природничі та прикладні науки                            |                                                          | 6,2%                                                     | 6,2%                                                     |
| Охорона здоров'я                                         | Охорона здоров'я                                         |                                                          | 10,4%                                                    | 10,4%                                                    |
| Освіта, правозахист, муніципальні та урядові служби      | Освіта, правозахист, муніципальні та урядові служби      |                                                          | 17,2%                                                    | 17,2%                                                    |
| Мистецтво, культура, відпочинок та спорт                 | Мистецтво, культура, відпочинок та спорт                 |                                                          | 3,3%                                                     | 3,3%                                                     |
| Роздрібна торгівля та послуги                            | Роздрібна торгівля та послуги                            |                                                          | 23%                                                      | 23%                                                      |
| Гуртова торгівля, транспорт та обладнання                | Гуртова торгівля, транспорт та обладнання                |                                                          | 13,4%                                                    | 13,4%                                                    |
| Природні ресурси, сільське господарство                  | Природні ресурси, сільське господарство                  |                                                          | 3,4%                                                     | 3,4%                                                     |
| Виробництво                                              | Виробництво                                              |                                                          | 1,2%                                                     | 1,2%                                                     |

## Клімат
Середня річна температура становить 9,7°C, середня максимальна – 20,5°C, а середня мінімальна – -1,9°C. Середня річна кількість опадів – 1 230 мм.
| Клімат поселення                              | Клімат поселення | Клімат поселення | Клімат поселення | Клімат поселення | Клімат поселення | Клімат поселення | Клімат поселення | Клімат поселення | Клімат поселення | Клімат поселення | Клімат поселення | Клімат поселення | Клімат поселення |
| Показник                                      | Січ.             | Лют.             | Бер.             | Квіт.            | Трав.            | Черв.            | Лип.             | Серп.            | Вер.             | Жовт.            | Лист.            | Груд.            |                  |
| Середній максимум, °C                         | 7,56             | 9,00             | 10,77            | 13,17            | 16,70            | 19,48            | 20,27            | 20,45            | 17,36            | 12,71            | 8,65             | 6,17             |                  |
| Середня температура, °C                       | 2,83             | 4,26             | 6,04             | 8,44             | 11,95            | 14,75            | 17,31            | 17,47            | 14,40            | 9,75             | 5,68             | 3,22             |                  |
| Середній мінімум, °C                          | −1,9             | −0,47            | 1,29             | 3,69             | 7,22             | 9,99             | 14,34            | 14,53            | 11,45            | 6,78             | 2,73             | 0,25             |                  |
| Норма опадів, мм                              | 176              | 132              | 115              | 69               | 48               | 44               | 31               | 38               | 48               | 124              | 210              | 195              |                  |
| Середньомісячна швидкість вітру, м/с          | 3.43             | 3.23             | 3.51             | 3.47             | 3.37             | 3.39             | 3.30             | 2.98             | 2.79             | 3.09             | 3.57             | 3.46             |                  |
| Середньомісячна сонячна радіація, кДж/м²·день | 2905             | 5567             | 9850             | 14835            | 18557            | 19889            | 20713            | 17672            | 12778            | 6865             | 3436             | 2316             |                  |
| --------------------------------------------- | ---------------- | ---------------- | ---------------- | ---------------- | ---------------- | ---------------- | ---------------- | ---------------- | ---------------- | ---------------- | ---------------- | ---------------- | ---------------- |
| Джерело:                                      |                  |                  |                  |                  |                  |                  |                  |                  |                  |                  |                  |                  |                  |